# Dimitrije Vasiljević Georgijević
Dimitrije Vasiljević Georgijević, črnogorski general, * 15. oktober 1884, † 30. januar 1959.

## Življenjepis
Leta 1908 je vstopil v Socialnodemokratsko delavsko stranko. Leta 1914 je kot avstro-ogrski vojak padel v rusko ujetništvo, kjer se je navzel komunističnih idej. Leta 1917 je prostovoljno vstopil v Rdečo gardo in sodeloval v oktobrski revoluciji. Postal je eden od organizatorjev 1. srbskega sovjetskega revolucionarnega odreda. Leta 1919 je vstopil v RKP(b), kjer je postal član Jugoslovanskega revolucionarnega sveta in Centralnega jugoslovanskega biroja RKP(b). Naslednje leto je postal vodja Jugoslovanskega sovjeta delavskih in kmečkih poslancev. V tem času je deloval tudi še v Rdeči armadi, v kateri je ostal vse do leta 1922. Naslednjih 5 let je deloval na različnih dolžnostih v Sovjetski zvezi, prav tako pa je končal študij na Sverdlovski univerzi in Agrarni inštitut.
V španski državljanski vojni je sodeloval med letoma 1937 in 1939, ko se je ponovno vrnil v Sovjetsko zvezo. V sestavi Rdeče armade je nato deloval med drugo svetovno vojno, dokler se ni leta 1944 v sestavi Jugoslovanske brigade vrnil v Jugoslavijo. Tu je nadaljeval z vojaško kariero, dokler ni bil leta 1948 upokojen.